# 沖ゆき子
沖 ゆき子（おき ゆきこ、1921年10月10日 - 1997年1月18日）は、元宝塚歌劇団男役（元月組組長）の書道家である。東京都出身。 中村高等女学校出身。宝塚歌劇団時代の愛称はオッちゃん、チョンロ。

## 来歴・人物
1935年、25期生として、宝塚歌劇団に入団。初舞台公演演目は『ゴンドリア』である。宝塚入団時の成績は104人中37位。
1953年に月組組長に就任し、 1962年に退任。その後専科に異動。
1981年に宝塚歌劇団を退団。 退団後は書道家に転身した。
1997年1月18日に死去。
2014年、古巣・宝塚歌劇団が100周年記念として創設された「宝塚歌劇の殿堂」最初の100人のひとりとして殿堂入りを果たした。

## 宝塚歌劇団時代の主な舞台
- 『ダル・レークの恋』- ハリラム 役（1959年7月）
- 『アルルの女』- バルタザル 役（1967年10月）
- 『テ・キエロ』‐ ゴンザロ 役（1969年4月 - 5月）
- 『僕は君』- ペドロ 役（1970年8月）
- 『ジプシー伯爵』- カルル公爵 役（1970年12月）
- 『我が愛は山の彼方に』‐ 李将軍 役（1971年8月 - 9月）
- 『虞美人』‐項梁 役（1974年3月 - 4月）
- 『ベルサイユのばら』- ジャルジェ将軍 役（1974年9月、1975年7月）
- 『星影の人』- 近藤勇 役（1976年7月）
- 『バレンシアの熱い花』- ルカノール公爵 役（1976年11月）
- 『風と共に去りぬ』- エルシング夫人（1977年、月組・星組）
- 『誰がために鐘は鳴る』- パブロ 役（1978年5月）
- 『アンタレスの星』- ダングラール男爵 役（1979年9月 - 11月）
- 『いのちある限り』- 松嶋帯刀 役（1978年9月 - 10月、宝塚バウホール公演）
- 『去りゆきし君がために』- エミリオ 役（1980年2月 - 3月）
- 『花小袖』- 禅竹春信 役（1980年5月）
- 『彷徨のレクイエム』- ジュリアール 役（1981年5月）

参考資料